# Нисък Тауерн
Нисък Тауерн (на немски Niedere Tauern) е планинска верига в Австрия (провинции Залцбург и Щирия), считана за продължение на Висок Тауерн. Тя е най-източната част на Централните Източни Алпи - след това се нареждат само ниски предпланини.

## География
Хребетът е дълъг почти 120 км, докато максималната му ширина е само 50 км. Ориентиран е от изток на запад. От Висок Тауерн го отделя проходът Муртьорл, а проходът Шобер прави връзка със Северните варовикови Алпи. Две дълбоки долини определят границите на Нисък Тауерн: от север на Енс, от юг на Мюр (Мура). И двете реки текат в басейна на Дунав, така че по билото на хребета минава само второстепенен вододел. Между отделните части са оформени удобни за преминаване проходи като Радщетер (1738 м), Зьолк (1788 м) и Трибенер (1274 м).
В скалния състав преобладават гранити, гнайси, шисти и варовици. Въпреки че днес не са останали ледници и никъде не се задържа целогодишен сняг, тази част от планината е видимо оформена през последната ледникова епоха. Има множество ледникови езера, а високите части са лишени от гори. Върховете, макар никъде да не надхвърлят 3000 м, са скалисти и стръмни, като предлагат условия за алпинизъм. Срещат се ендемични растения.

## Масиви и върхове
Традиционно се различават четири масива в този дял на Алпите. От запад на изток те са:
- Масив Радщет с връх Вайсбек (2711 м). Този масив е различен от останалите, като напомня Доломитите в Италия. В него пропастите са по-шеметни, ръбовете по-впечатляващи и любителите на силни усещания - по-многобройни.
- Масив Шладминг с връх Хохголинг (2863 м), най-висок и най-голям за целия дял;
- Масив Ротенман и Вьолц с връх Грос Бьозенщайн (2475 м);
- Масив Зекау с връх Гайерхаупт (2417 м).[2]

## Туризъм
Нисък Тауерн е посещаван от много туристи - както през лятото, така и през зимата. За летните туристи любима атракция са осеяните с крави пасища. Макар и не както в други части на Австрийските Алпи, и тук има известни ски-курорти като Обертауерн и Шладминг. Общо са над 20, а дължината на ски пистите надхвърля 630 км. Тук се намира и живописната долина Гросарлтал, която дълго е била изолирана от света. Край нея е красивото ждрело Лихтенщайн Клам. В масива Шладминг е създадена висока пътека, която предлага невероятни гледки и се приминава за три до пет дни.